# Shéhérazade (Ravel)

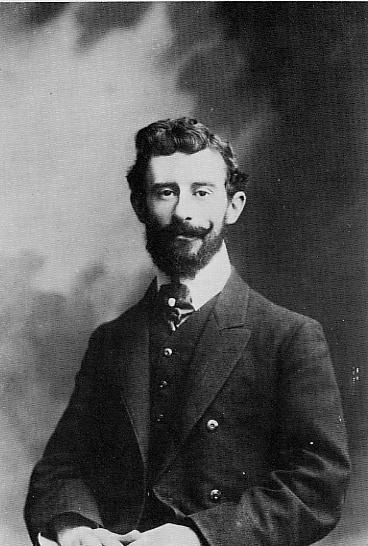
Retrato de Ravel en 1907

Shéhérazade es el título de dos obras del compositor francés Maurice Ravel. Ambos tienen su origen en la fascinación del compositor con Scheherazade, la heroína y narradora de Las mil y una noches. La primera obra, una obertura (1898), la primera pieza orquestal sobreviviente de Ravel, no fue bien recibida en su estreno y posteriormente no ha estado entre sus obras más populares. Cuatro años más tarde tuvo un éxito mucho mayor con un ciclo de canciones del mismo título, que se ha grabado muchas veces y se ha mantenido como una pieza de repertorio estándar.
Ambos escenarios están influenciados por compositores rusos, particularmente Rimski-Kórsakov, que había escrito una Scheherazade en 1888. La primera composición estuvo fuertemente influenciada por la música rusa, la segunda utilizó un texto inspirado en el poema sinfónico de Rimski-Kórsakov. La relación musical entre la obertura y el ciclo de la canción es tenue.

## OberturaShéhérazade
"Shéhérazade, ouverture de féerie", escrita en 1898 pero inédita durante la vida del compositor (solo se publicó en 1975), es una obra para orquesta planificada como obertura para una ópera del mismo nombre.
Se interpretó por primera vez en un concierto de la Société Nationale de Musique el 27 de mayo de 1899, dirigido por el compositor. Tuvo una recepción mixta, con abucheos mezclados con aplausos de la audiencia y críticas poco halagadoras de los críticos. Uno describió la pieza como "un estremecedor debut: un torpe plagio de la Escuela Rusa" y llamó a Ravel un "debutante mediocremente dotado ... que quizás se convertirá en algo si no es alguien en unos diez años, si trabaja duro".
Este crítico fue "Willy", Henri Gauthier-Villars, quien más tarde se convirtió en un admirador de Ravel. El compositor asimiló la crítica de Willy, describió la obertura como "un torpe botín" y reconoció que estaba "bastante dominada por la influencia de la música rusa" (assez fortement dominé par l'influence de la musique russe). Otro crítico, Pierre Lalo, pensó que Ravel mostraba talento, pero estaba demasiado en deuda con Debussy y, en cambio, debería emular a Beethoven.

Una nota del programa para la primera interpretación, sin firmar, pero pensada por el compositor, dice:
Construida en la forma clásica de la obertura, la pieza abre con una introducción, en la cual el tema de Scheherezade se da primero por un oboe, y luego por los cuernos y las trompetas. Luego viene la parte principal de la obertura, que consiste en:

- Parte 1: Tema inicial, en si menor. Desarrollos: tema episódico (trompetas silenciadas) que traen el segundo motivo, en fa sostenido mayor, inspirado en una melodía persa, conclusión de la Parte 1.

- Parte 2: Desarrollo de cuatro temas. Pedal basado en el tema original, expandido.

- Parte 3: Regreso del primer y segundo tema escuchados simultáneamente. Regreso de la introducción, sirviendo de coda.

El tiempo de interpretación de la pieza es de unos 13 minutos.

## Ciclo de cancionesShéhérazade
El exotismo de Las mil y una noches continuó interesando a Ravel. En los primeros años del siglo XX conoció al poeta Tristan Klingsor, quien recientemente había publicado una colección de poemas en verso libre bajo el título Shéhérazade, inspirada en la suite sinfónica del mismo nombre de Rimski-Kórsakov, una obra que Ravel también admiraba mucho. Ravel y Klingsor eran miembros de un grupo de jóvenes artistas creativos que se autodenominaban "Les Apaches"; el poeta leyó algunos de sus nuevos versos al grupo, y Ravel fue inmediatamente tomado con la idea de establecer tres de ellos. Le pidió a Klingsor que hiciera algunos cambios menores antes de ponerse a trabajar en la música.
El ciclo de canciones de Ravel, Shéhérazade, es para solista y orquesta de mezzo-soprano (o tenor), y establece las palabras de "Asie" de Klingsor, "La flûte enchantée" y "L'indifférent". Se interpretó por primera vez el 17 de mayo de 1904 en un concierto de la Société Nationale en la Sala Nouveau Théâtre, París, con Jeanne Hatto y una orquesta dirigida por Alfred Cortot. Las tres canciones del ciclo están dedicadas individualmente por el compositor a Hatto ("Asie"), Madame René de Saint-Marceaux ("La flûte enchantée") y Emma Bardac ("L'indifférent").
Se debate si la obertura y el ciclo de la canción están relacionados musicalmente. Según el biógrafo de Ravel, Arbie Orenstein, hay poca conexión melódica entre la obertura y el ciclo, con la excepción del tema de apertura de la primera canción, "Asie", que utiliza un tema, basado en una escala de inflexión modal, similar a una cerca del comienzo de la obertura. Ravel originalmente concibió el ciclo con "Asie" en último lugar, y este orden se adoptó en el estreno, pero su preferencia final, en la partitura publicada, da una secuencia que disminuye constantemente en intensidad; la crítica Caroline Rae escribe que la música se mueve "de la rica voluptuosidad y el lirismo apacible a la sensualidad lánguida".

### Asie
La primera y más larga canción de las tres está en la clave oscura de E bemol menor.  Por lo general, dura diez minutos en interpretarse. Es, en palabras de Rae, "un panorama de fantasía oriental que evoca a Arabia, India y, en un clímax dramático, a China". Con las palabras continuamente repetidas "je voudrais voir ..." ("Me gustaría ver ..." o "Quiero ver ..."), el poeta, o su hablante imaginado, sueña con escapar de la vida cotidiana a una fantasía europea de tentaciones asiáticas. La música aumenta en intensidad a medida que su imaginación se vuelve más febril, hasta que desaparece plácidamente, de vuelta en el mundo real.
| Asie: texto y traducción al español \| Asie, Asie, Asie, Vieux pays merveilleux des contes de nourrice Où dort la fantaisie comme une impératrice, En sa forêt tout emplie de mystère. Asie, je voudrais m'en aller avec la goëlette Qui se berce ce soir dans le port Mystérieuse et solitaire, Et qui déploie enfin ses voiles violettes Comme un immense oiseau de nuit dans le ciel d'or. Je voudrais m'en aller vers des îles de fleurs, En écoutant chanter la mer perverse Sur un vieux rythme ensorceleur. Je voudrais voir Damas et les villes de Perse Avec les minarets légers dans l'air. Je voudrais voir de beaux turbans de soie Sur des visages noirs aux dents claires; Je voudrais voir des yeux sombres d'amour Et des prunelles brillantes de joie En des peaux jaunes comme des oranges; Je voudrais voir des vêtements de velours Et des habits à longues franges. Je voudrais voir des calumets entre des bouches Tout entourées de barbe blanche; Je voudrais voir d'âpres marchands aux regards louches, Et des cadis, et des vizirs Qui du seul mouvement de leur doigt qui se penche Accordent vie ou mort au gré de leur désir. Je voudrais voir la Perse, et l'Inde, et puis la Chine, Les mandarins ventrus sous les ombrelles, Et les princesses aux mains fines, Et les lettrés qui se querellent Sur la poésie et sur la beauté; Je voudrais m'attarder au palais enchanté Et comme un voyageur étranger Contempler à loisir des paysages peints Sur des étoffes en des cadres de sapin, Avec un personnage au milieu d'un verger; Je voudrais voir des assassins souriants Du bourreau qui coupe un cou d'innocent Avec son grand sabre courbé d'Orient. Je voudrais voir des pauvres et des reines; Je voudrais voir des roses et du sang; Je voudrais voir mourir d'amour ou bien de haine. Et puis m'en revenir plus tard Narrer mon aventure aux curieux de rêves En élevant comme Sindbad ma vieille tasse arabe De temps en temps jusqu'à mes lèvres Pour interrompre le conte avec art. . . . \| Asia, Asia, Asia, Viejo país maravilloso de cuentos de niñera Donde la fantasía del sueño como una emperatriz, En su bosque lleno de misterio. Asia, me gustaría ir con la goleta ¿Quién se mece esta noche en el puerto? Misterioso y solitario ¿Y quién finalmente despliega sus velos morados? Como un enorme pájaro nocturno en el cielo dorado. Me gustaría ir a las islas de flores, Escuchando cantar el mar perverso En un viejo ritmo hechizante. Me gustaría ver Damasco y las ciudades de Persia. Con los minaretes de luz en el aire. Me gustaría ver hermosos turbantes de seda. En caras negras con dientes claros; Me gustaría ver ojos oscuros de amor Y brillantes ojos de alegría En pieles amarillas como las naranjas; Me gustaría ver ropa de terciopelo Y ropa con flecos largos. Me gustaría ver calumets entre bocas Todo rodeado de barba blanca; Me gustaría ver comerciantes amargos con aspecto sombrío, Y cadis y visires ¿Quién del único movimiento de su dedo que se inclina? Concede la vida o la muerte según su deseo. Me gustaría ver Persia e India, y luego China, Las mandarinas de nariz grande bajo las sombrillas, Y princesas con buenas manos, Y los eruditos que pelean Sobre poesía y belleza; Me gustaría detenerme en el palacio encantado Y como viajero extranjero Contempla en tiempo libre paisajes pintados En telas con marcos de abeto, Con un personaje en medio de un huerto; Me gustaría ver asesinos sonrientes Verdugo cortando un cuello inocente Con su gran espada curva de Oriente. Me gustaría ver gente pobre y reinas; Me gustaría ver rosas y sangre; Me gustaría ver morir de amor u odio. Y luego regresa luego Narra mi aventura al curioso de los sueños Al levantar como Sindbad mi vieja taza árabe De vez en cuando a mis labios Para interrumpir el cuento con el arte. . . . \| | |
| Asie, Asie, Asie, Vieux pays merveilleux des contes de nourrice Où dort la fantaisie comme une impératrice, En sa forêt tout emplie de mystère. Asie, je voudrais m'en aller avec la goëlette Qui se berce ce soir dans le port Mystérieuse et solitaire, Et qui déploie enfin ses voiles violettes Comme un immense oiseau de nuit dans le ciel d'or. Je voudrais m'en aller vers des îles de fleurs, En écoutant chanter la mer perverse Sur un vieux rythme ensorceleur. Je voudrais voir Damas et les villes de Perse Avec les minarets légers dans l'air. Je voudrais voir de beaux turbans de soie Sur des visages noirs aux dents claires; Je voudrais voir des yeux sombres d'amour Et des prunelles brillantes de joie En des peaux jaunes comme des oranges; Je voudrais voir des vêtements de velours Et des habits à longues franges. Je voudrais voir des calumets entre des bouches Tout entourées de barbe blanche; Je voudrais voir d'âpres marchands aux regards louches, Et des cadis, et des vizirs Qui du seul mouvement de leur doigt qui se penche Accordent vie ou mort au gré de leur désir. Je voudrais voir la Perse, et l'Inde, et puis la Chine, Les mandarins ventrus sous les ombrelles, Et les princesses aux mains fines, Et les lettrés qui se querellent Sur la poésie et sur la beauté; Je voudrais m'attarder au palais enchanté Et comme un voyageur étranger Contempler à loisir des paysages peints Sur des étoffes en des cadres de sapin, Avec un personnage au milieu d'un verger; Je voudrais voir des assassins souriants Du bourreau qui coupe un cou d'innocent Avec son grand sabre courbé d'Orient. Je voudrais voir des pauvres et des reines; Je voudrais voir des roses et du sang; Je voudrais voir mourir d'amour ou bien de haine. Et puis m'en revenir plus tard Narrer mon aventure aux curieux de rêves En élevant comme Sindbad ma vieille tasse arabe De temps en temps jusqu'à mes lèvres Pour interrompre le conte avec art. . . . | Asia, Asia, Asia, Viejo país maravilloso de cuentos de niñera Donde la fantasía del sueño como una emperatriz, En su bosque lleno de misterio. Asia, me gustaría ir con la goleta ¿Quién se mece esta noche en el puerto? Misterioso y solitario ¿Y quién finalmente despliega sus velos morados? Como un enorme pájaro nocturno en el cielo dorado. Me gustaría ir a las islas de flores, Escuchando cantar el mar perverso En un viejo ritmo hechizante. Me gustaría ver Damasco y las ciudades de Persia. Con los minaretes de luz en el aire. Me gustaría ver hermosos turbantes de seda. En caras negras con dientes claros; Me gustaría ver ojos oscuros de amor Y brillantes ojos de alegría En pieles amarillas como las naranjas; Me gustaría ver ropa de terciopelo Y ropa con flecos largos. Me gustaría ver calumets entre bocas Todo rodeado de barba blanca; Me gustaría ver comerciantes amargos con aspecto sombrío, Y cadis y visires ¿Quién del único movimiento de su dedo que se inclina? Concede la vida o la muerte según su deseo. Me gustaría ver Persia e India, y luego China, Las mandarinas de nariz grande bajo las sombrillas, Y princesas con buenas manos, Y los eruditos que pelean Sobre poesía y belleza; Me gustaría detenerme en el palacio encantado Y como viajero extranjero Contempla en tiempo libre paisajes pintados En telas con marcos de abeto, Con un personaje en medio de un huerto; Me gustaría ver asesinos sonrientes Verdugo cortando un cuello inocente Con su gran espada curva de Oriente. Me gustaría ver gente pobre y reinas; Me gustaría ver rosas y sangre; Me gustaría ver morir de amor u odio. Y luego regresa luego Narra mi aventura al curioso de los sueños Al levantar como Sindbad mi vieja taza árabe De vez en cuando a mis labios Para interrumpir el cuento con el arte. . . . |

### La flûte enchantée
En esta canción, una joven eslava cuida a su maestro dormido. La música, una mezcla de tristeza y alegría, parece volar hacia su amada. La flauta está marcada por el uso del modo frigio.
| La flûte enchantée: texto y traducción al español \| L'ombre est douce et mon maître dort Coiffé d'un bonnet conique de soie Et son long nez jaune en sa barbe blanche. Mais moi, je suis éveillée encore Et j'écoute au dehors Une chanson de flûte où s'épanche Tour à tour la tristesse ou la joie. Un air tour à tour langoureux ou frivole Que mon amoureux chéri joue, Et quand je m'approche de la croisée Il me semble que chaque note s'envole De la flûte vers ma joue Comme un mystérieux baiser. \| La sombra es suave y mi maestro duerme Con un sombrero de seda cónico Y su larga nariz amarilla en su barba blanca. Pero aún estoy despierto Y estoy escuchando afuera Una canción de flauta donde fluye A su vez la tristeza o la alegría. Un aire alternativamente lánguido o frívolo Que mi querido amante está jugando Y cuando me acerco al cruce Me parece que cada nota se va volando De la flauta a mi mejilla Como un beso misterioso \| | |
| L'ombre est douce et mon maître dort Coiffé d'un bonnet conique de soie Et son long nez jaune en sa barbe blanche. Mais moi, je suis éveillée encore Et j'écoute au dehors Une chanson de flûte où s'épanche Tour à tour la tristesse ou la joie. Un air tour à tour langoureux ou frivole Que mon amoureux chéri joue, Et quand je m'approche de la croisée Il me semble que chaque note s'envole De la flûte vers ma joue Comme un mystérieux baiser. | La sombra es suave y mi maestro duerme Con un sombrero de seda cónico Y su larga nariz amarilla en su barba blanca. Pero aún estoy despierto Y estoy escuchando afuera Una canción de flauta donde fluye A su vez la tristeza o la alegría. Un aire alternativamente lánguido o frívolo Que mi querido amante está jugando Y cuando me acerco al cruce Me parece que cada nota se va volando De la flauta a mi mejilla Como un beso misterioso |

### L'indifférent
La canción final del ciclo ha provocado mucha especulación. Al poeta, o su hablante imaginario, le encantan los encantos de un joven andrógino, pero no logra convencerlo de que vaya a su casa a tomar vino. No está claro que la admiración del niño sea masculina o femenina; Uno de los de Ravel expresó la fuerte esperanza de que la canción fuera cantada por una mujer, como es costumbre. La canción está en mi mayor, con motivos de cuerdas oscilantes en el acompañamiento de la orquesta, lo que en opinión de Rae que recuerda a los Nocturnos de Debussy.
| L'indifférent: texto y traducción al español \| Tes yeux sont doux comme ceux d’une fille, Jeune étranger, Et la courbe fine De ton beau visage de duvet ombragé Est plus séduisante encore de ligne. Ta lèvre chante sur le pas de ma porte Une langue inconnue et charmante Comme une musique fausse. . . Entre! Et que mon vin te réconforte . . . Mais non, tu passes Et de mon seuil je te vois t’éloigner Me faisant un dernier geste avec grâce, Et la hanche légèrement ployée Par ta démarche féminine et lasse. . . . \| Tus ojos son dulces como los de una niña Joven desconocido, Y la curva fina De tu hermoso rostro sombreado Es aún más seductor en línea. Tu labio está cantando en mi puerta Un lenguaje desconocido y encantador. Como una música falsa. . . Entre! Y deja que mi vino te consuele. . . Pero no, pasas Y desde mi umbral te veo alejarte Haciendo un último gesto con gracia, Y la cadera ligeramente doblada Por su enfoque femenino y cansado. . . . \| | |
| Tes yeux sont doux comme ceux d’une fille, Jeune étranger, Et la courbe fine De ton beau visage de duvet ombragé Est plus séduisante encore de ligne. Ta lèvre chante sur le pas de ma porte Une langue inconnue et charmante Comme une musique fausse. . . Entre! Et que mon vin te réconforte . . . Mais non, tu passes Et de mon seuil je te vois t’éloigner Me faisant un dernier geste avec grâce, Et la hanche légèrement ployée Par ta démarche féminine et lasse. . . . | Tus ojos son dulces como los de una niña Joven desconocido, Y la curva fina De tu hermoso rostro sombreado Es aún más seductor en línea. Tu labio está cantando en mi puerta Un lenguaje desconocido y encantador. Como una música falsa. . . Entre! Y deja que mi vino te consuele. . . Pero no, pasas Y desde mi umbral te veo alejarte Haciendo un último gesto con gracia, Y la cadera ligeramente doblada Por su enfoque femenino y cansado. . . . |

### Orquestación y duración
La partitura está orquestada para dos flautas y flautín, dos oboes y cuerno inglés, dos clarinetes, dos fagotes, cuatro trompas, dos trompetas, tres trombones, tuba, timbales, caja, bombo, pandereta, triángulo, glockenspiel, platillos, gong, dos arpas y cuerdas.
Un rendimiento típico del ciclo dura unos 15-16 minutos en total, incluyendo
- Asie: 9-10 minutos

- La flûte enchantée: unos 3 minutos

- L'indifférent: unos 31⁄2 minutos.

Fuente: grabaciones de Decca 1963 y HMV 1967.